# Boniewo (gromada)
Boniewo – dawna gromada, czyli najmniejsza jednostka podziału terytorialnego Polskiej Rzeczypospolitej Ludowej w latach 1954–1972.
Gromady, z gromadzkimi radami narodowymi (GRN) jako organami władzy najniższego stopnia na wsi, funkcjonowały od reformy reorganizującej administrację wiejską przeprowadzonej jesienią 1954 do momentu ich zniesienia z dniem 1 stycznia 1973, tym samym wypierając organizację gminną w latach 1954–1972.
Gromadę Boniewo z siedzibą GRN w Boniewie utworzono – jako jedną z 8759 gromad na obszarze Polski – w powiecie włocławskim w woj. bydgoskim, na mocy uchwały nr 24/17 WRN w Bydgoszczy z dnia 5 października 1954. W skład jednostki weszły obszary dotychczasowych gromad Arciszewo, Boniewo, Grójec, Łąki Wielkie, Otmianowo i Wólka Paruszewska, ponadto wieś Krajanki, parcele Krajanki, folwark Łąki Zwiastowe i wieś Łąki Zwiastowe z dotychczasowej gromady Łąki Markowe oraz folwarki Mikołajki A i Mikołajki B z dotychczasowej gromady Jerzmanowo ze zniesionej gminy Pyszkowo w tymże powiecie. Dla gromady ustalono 23 członków gromadzkiej rady narodowej.
31 grudnia 1959 do gromady Boniewo włączono obszar zniesionej gromady Lubomin, a także wieś Sułkówek oraz miejscowości Sułkówek-Parcele i Sułkówek Folwark ze zniesionej gromady Sułkowo, w tymże powiecie.
31 grudnia 1961 do gromady Boniewo włączono wsie Łączowna, Paruszewice i Łąki Markowe oraz miejscowości kolonia Łąki Markowe, Czuple i Sieroszewo ze zniesionej gromady Borzymowice w tymże powiecie.
1 stycznia 1969 do gromady Boniewo włączono sołectwa Osiecz Mały, Osiecz Wielki, Pyszkowo, Sarnowo, Żurawiec i Łania ze zniesionej gromady Osiecz Wielki w tymże powiecie.
Gromada przetrwała do końca 1972 roku, czyli do kolejnej reformy gminnej. 1 stycznia 1973 w powiecie włocławskim utworzono gminę Boniewo.